# Inopeplus borneensis
Inopeplus borneensis es una especie de coleóptero de la familia Salpingidae.

## Distribución geográfica
Habita en Borneo.